# Fedor Schuchardt
Fedor Schuchardt (ur. 3 sierpnia 1848 w Saalburgu, zm. 7 listopada 1913 w Rostocku) – niemiecki lekarz psychiatra i specjalista medycyny sądowej, profesor psychiatrii i medycyny sądowej na Uniwersytecie w Rostocku, tajny radca medyczny.
Do gimnazjum uczęszczał w Gerze. Studia medyczne odbył na Uniwersytecie w Jenie, Berlinie, Fryburgu i Strassburgu. Tytuł doktora medycyny otrzymał w Strassburgu po przedstawieniu rozprawy Ueber die anatomischen Veränderungen bei Dementia paralytica in Beziehung zu den klinischen Erscheinungen. Przez dwa lata był asystentem klinik w Strassburgu, u Leydena i Kussmaula. Od 1879 roku był asystentem Wernera Nassego w zakładzie psychiatrycznym w Andernach. Przez cztery i pół roku lekarz prowincjonalnego zakładu psychiatrycznego w Bonn. Habilitował się w 1885 roku na Uniwersytecie w Bonn i wykładał jako Privatdozent. Od 1886 lekarz w zakładzie Sachsenberg pod Schwerinem, w 1896 powołany na katedrę Uniwersytetu w Rostocku oraz stanowisko pierwszego kierownika kliniki i zakładu psychiatrycznego Gehlsheim. W roku 1908/1909 pełnił funkcję rektora uczelni.
Od 1888 do 1903 redaktor działu sprawozdań rocznych literatury psychiatrycznej w „Allgemeine Zeitschrift für Psychiatrie”. Członek założyciel Towarzystwa Psychiatrów Niemiec północnych (Verein norddeutscher Irrenärzte). W 1886 roku mianowany radcą medycznym, od 1895 naczelny radca medyczny, od 1903 tajny radca medyczny.
Na jego cześć nazwano jedną z ulic w Rostocku (Fedor-Schuchardt-Straße).

## Prace
- Ueber die anatomischen Veränderungen bei Dementia paralytica in Beziehung zu den klinischen Erscheinungen. Bonn: Georgi, 1880
- Ueber Verbrecherhirne. Der Irrenfreund 24, s. 163–165, 1882
- Epileptiforme Anfälle bei Magenerkrankungen. Allgemeine Zeitschrift für Psychiatrie 38, ss. 708–713, 1881
- Epileptiforme Anfälle bei Magenerkrankungen. Der Irrenfreund 23, s. 145–150, 1881
- Ueber Gewichtsveränderungen nach epileptischen Anfällen. Allgemeine Zeitschrift für Psychiatrie 39, ss. 192–201, 1882
- Fieberhafte Erkrankungen bei Psychosen
- Chorea und Psychose. Allgemeine Zeitschrift für Psychiatrie 43, s. 337–372, 1885
- Zur perversen Geschlechtsempfindung
- Irrenpflege und Irrenanstalten
- Die Entwicklung der Irrenfürsorge in Mecklenburg
- Ueber die Ohrblutgeschwulste, 1885
- Zur krankhaften Erscheinung des Geschlechtssinns. Zeitschrift für Medizinal-Beamte 3, s. 205–212, 418, 1890
- Beitrag zur Simulation geistiger Störung. Zeitschrift für Medizinal-Beamte 12 (1), s. 1–8, 1899
- „Die Landesirrenanstalt Gehlsheim” W: Festschrift der XXVI Versammlung des deutschen Vereins für offentliche Gesundheitspflege. Rostock, 1901 ss. 391-400